# Spirogardnera
Genre
Classification APG III (2009)

Spirogardnera est un genre de plante de l'ouest de l'Australie de la famille des Santalaceae.

## Liste d'espèces
Selon NCBI (10 Aug 2010) :
- Spirogardnera rubescens